# Let's Stick Together (chanson)
Pour les articles homonymes, voir Let's Stick Together (homonymie).
Let's Stick Together est une chanson de rhythm and blues écrite, composée et interprétée par le chanteur américain Wilbert Harrison, sortie en single en 1962. Wilbert Harrison la réenregistre en 1969 avec des paroles différentes sous le titre Let's Work Together.
C'est grâce à des reprises qu'elle connaît un succès international. Tout d'abord avec le groupe américain Canned Heat en 1970 sous le titre Let's Work Together, puis avec le chanteur britannique Bryan Ferry qui reprend la version intitulée Let's Stick Together une première fois en 1976 et une deuxième fois en 1988.

## Historique
En 1959, après avoir décroché la première place du Billboard Hot 100 avec Kansas City, Wilbert Harrison aurait probablement dû sortir Let's Stick Together comme single suivant, mais un problème contractuel avec sa précédente maison de disque, Savoy Records, l'en empêche et le 45 tours n'est publié qu'en 1962 chez Fury Records (avec en face B soit Kansas City Twist soit My Heart Is Yours, suivant les éditions,) mais le succès n'est pas au rendez-vous,.
En 1969, Wilbert Harrison change les paroles de la chanson qui s'intitule désormais Let's Work Together. Si la version originale parlait de la fidélité dans le mariage, celle-ci délivre un message d'unité sociale. Lors de l'enregistrement, Wilbert Harrison a joué seul de tous les instruments (guitare, harmonica et percussions) en plus de chanter.
La chanson, divisée en deux parties, est répartie sur chacune des faces d'un 45 tours publié par le label Sue Records. Le disque entre dans le Billboard Hot 100 où il culmine à la 32e place en février 1970.
C'est à cette même période que le groupe de blues rock américain Canned Heat sort sa version de Let's Work Together au Royaume-Uni où elle rencontre un succès immédiat, atteignant la 2e place des charts britanniques. Le succès s'étend à plusieurs pays en Europe, en Afrique du Sud, en Australie, avant de gagner l'Amérique du nord où le single sort en août 1970 et grimpe jusqu'à la 26e place du Billboard Hot 100 aux États-Unis et atteint la 15e place au Canada.
En 1976 le chanteur britannique Bryan Ferry reprend la chanson avec ses paroles d'origine. Extraite de l'album également intitulé Let's Stick Together, c'est un tube en Europe, en Nouvelle-Zélande et en Australie (où elle se classe numéro un des ventes). Le mannequin Jerry Hall, alors compagne de Bryan Ferry, apparaît dans le clip vidéo officiel.
En 1988, le chanteur enregistre une nouvelle version, remixée, qui a les honneurs des hit-parades.
D'autres artistes ont repris la chanson, le plus souvent sous le titre Let's Work Together, parmi lesquels Bob Dylan, John Mayall & The Bluesbreakers, Dwight Yoakam, Status Quo ou KT Tunstall. Elle a également été adaptée en plusieurs langues. 

## Classements hebdomadaires
| Classement (1970)              | Meilleure position |
| ------------------------------ | ------------------ |
| États-Unis (Billboard Hot 100) | 32                 |

| Classement (1970)                       | Meilleure position |
| --------------------------------------- | ------------------ |
| Afrique du Sud (Springbok Radio)        | 10                 |
| Allemagne (Media Control AG)            | 6                  |
| Australie (ARIA)                        | 42                 |
| Autriche (Ö3 Austria Top 40)            | 15                 |
| Belgique (Wallonie Ultratop 50 Singles) | 34                 |
| Canada (RPM 100 Singles)                | 15                 |
| États-Unis (Billboard Hot 100)          | 26                 |
| Irlande (IRMA)                          | 6                  |
| Italie (FIMI)                           | 52                 |
| Royaume-Uni (UK Singles Chart)          | 2                  |
| Suisse (Schweizer Hitparade)            | 8                  |

| Classement (1976)                       | Meilleure position |
| --------------------------------------- | ------------------ |
| Allemagne (Media Control AG)            | 47                 |
| Australie (ARIA)                        | 1                  |
| Belgique (Flandre Ultratop 50 Singles)  | 5                  |
| Belgique (Wallonie Ultratop 50 Singles) | 11                 |
| Irlande (IRMA)                          | 5                  |
| Nouvelle-Zélande (RMNZ)                 | 41                 |
| Pays-Bas (Nederlandse Top 40)           | 5                  |
| Pays-Bas (Single Top 100)               | 3                  |
| Royaume-Uni (UK Singles Chart)          | 4                  |
| Suède (Sverigetopplistan)               | 15                 |

| Classement (1988)              | Meilleure position |
| ------------------------------ | ------------------ |
| Australie (ARIA)               | 38                 |
| Pays-Bas (Single Top 100)      | 65                 |
| Royaume-Uni (UK Singles Chart) | 12                 |

## Certifications
Let's Stick Together par Bryan Ferry
| Pays              | Certification | Unités certifiées |
| ----------------- | ------------- | ----------------- |
| Royaume-Uni (BPI) | Argent        | 250 000           |